# Bronisław Słupeczański

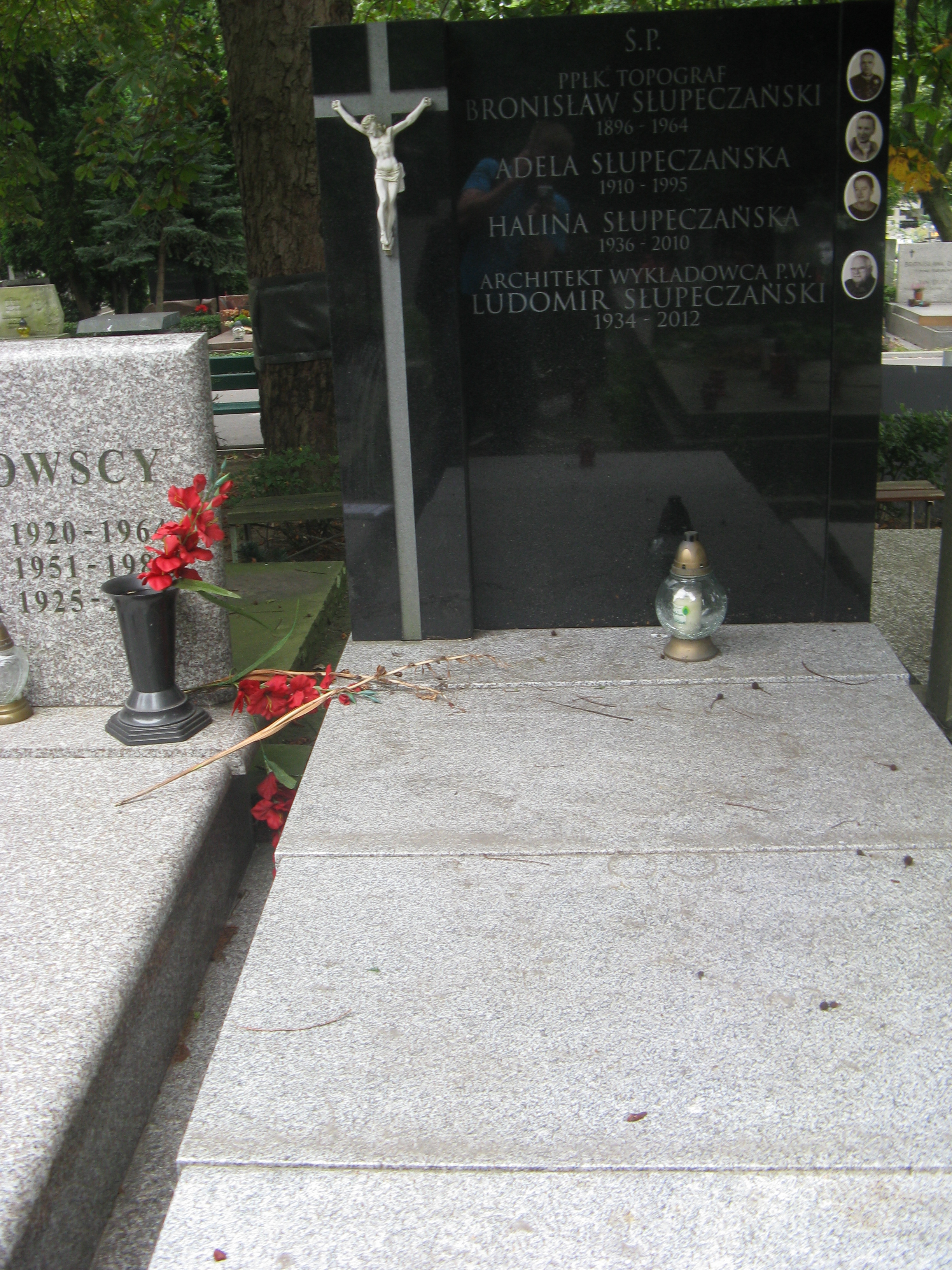
Grób Bronisława Słupeczańskiego

Bronisław Słupeczański vel Podjadek, ps. Józef Selim (ur. 29 września 1896 w Słupecznie, zm. 28 lipca 1964 w Warszawie) – podpułkownik Wojska Polskiego, działacz niepodległościowy, inżynier.

## Życiorys
Urodził się 29 września 1896 w Słupecznie, w ówczesnym powiecie krasnostawskim guberni lubelskiej, w rodzinie Andrzeja i Franciszki z Sadów. W 1916 zakończył naukę w Gimnazjum Realnym w Lublinie i rozpoczął studia w Akademii Sztuk Pięknych w Krakowie.
W 1918 wstąpił do Wojska Polskiego. W czasie wojny z bolszewikami walczył w szeregach IV dywizjonu lotniczego. Od kwietnia do listopada 1921 był uczniem XIII klasy Wielkopolskiej Szkoły Podchorążych Piechoty w Bydgoszczy. 11 sierpnia 1922 Naczelnik Państwa i Naczelny Wódz mianował go podporucznikiem w korpusie oficerów piechoty z dniem 1 sierpnia 1922 i 22. lokatą z równoczesnym wcieleniem do 68 pułku piechoty. 8 listopada 1923 jako podporucznik rezerwy 68 pp powołany do służby czynnej został odkomenderowany na dwuletni kurs w Oficerskiej Szkole Topografów w Warszawie. 8 stycznia 1924 został zatwierdzony w stopniu porucznika ze starszeństwem z 1 września 1922 i 4. lokatą w korpusie oficerów rezerwy piechoty. Nadal posiadał przydział w rezerwie do 68 pp. 1 listopada 1925, po ukończeniu kursu, został przydzielony do Wojskowego Instytutu Geograficznego w Warszawie. W 1926 został przydzielony do Szkoły Podchorążych Piechoty w Ostrowi Mazowieckiej na stanowisko asystenta terenoznawstwa. W styczniu 1930, w tym samym stopniu i starszeństwie, został przeniesiony do korpusu oficerów geografów z pozostawieniem na zajmowanym stanowisku w Szkole Podchorążych Piechoty. Na stopień kapitana został awansowany ze starszeństwem z 1 stycznia 1936 i 13. lokatą w korpusie oficerów geografów. W marcu 1939 pełnił służbę w Wydziale Topograficznym WIG na stanowisku topografa.
Wziął udział w kampanii wrześniowej, dostał się do niemieckiej niewoli i został osadzony w Oflagu VII A Murnau (numer jeniecki 370). Po uwolnieniu z niewoli wrócił do kraju, został przyjęty do „Odrodzonego” Wojska Polskiego i wyznaczony na stanowisko kierownika grupy topograficznej. Następnie pełni służbę na stanowisku dyrektora nauk Oficerskiej Szkole Topografów w Jeleniej Górze, a później kierownika jednego z wydziałów fotogrametrycznych. W 1957 został przeniesiony w stan spoczynku.
Po zwolnieniu z wojska został zatrudniony w Zakładzie Fototopografii Instytutu Geodezji i Kartografii w Warszawie. Obowiązki zawodowe łączył z pracą dydaktyczną ze studentami Politechniki i Uniwersytetu Warszawskiego oraz uczniami Zaocznego Technikum Budowlanego. Zmarł 28 lipca 1964 w Warszawie. Został pochowany na Cmentarzu Wojskowym na Powązkach (kwatera II B 30, rząd 7, grób 18).
Był żonaty z Adelą Katarzyną z Moniaków (1910–1995), z którą miał syna Ludomira (1934–2012), architekta.

## Ordery i odznaczenia
- Krzyż Niepodległości – 9 listopada 1932 „za pracę w dziele odzyskania niepodległości”[25][4][26]
- Krzyż Kawalerski Orderu Odrodzenia Polski[5]
- Złoty Krzyż Zasługi[5]
- Srebrny Krzyż Zasługi[20]
- Złota odznaka „Za zasługi w dziedzinie geodezji i kartografii”[5]